# Eda (namn)
Eda är en kortform av engelska namn som Edvardina (med betydelsen rikedomsväkterska) och Edvina (sammansatt av ord som betyder rikedom och vän). Det äldsta belägget i Sverige är från år 1818.
Den 31 december 2014 fanns det totalt 115 kvinnor folkbokförda i Sverige med namnet Eda, varav 49 bar det som tilltalsnamn.
Namnsdag: saknas (1986-1992: 18 mars)